# (25708) Vedantkumar
(25708) Vedantkumar es un asteroide perteneciente al cinturón de asteroides, descubierto el 5 de enero de 2000 por el equipo del Lincoln Near-Earth Asteroid Research desde el Laboratorio Lincoln, Socorro, Nuevo México.

## Designación y nombre
Designado provisionalmente como 2000 AU141. Fue nombrado en honor de Vedant Subramaniam Kumar (n. 1993) quien obtuvo el segundo lugar en la Feria Internacional de Ciencia e Ingeniería Intel 2009 por su proyecto de informática. Asiste a la escuela secundaria duPont Manual Magnet, Louisville, Kentucky, EE. UU.

## Características orbitales
Vedantkumar está situado a una distancia media del Sol de 2,312 ua, pudiendo alejarse hasta 2,592 ua y acercarse hasta 2,032 ua. Su excentricidad es 0,121 y la inclinación orbital 5,894 grados. Emplea 1283,70 días en completar una órbita alrededor del Sol.
Pertenece a la familia de asteroides de (4) Vesta.

## Características físicas
La magnitud absoluta de Vedantkumar es 15,02. Tiene 2,287 km de diámetro y su albedo se estima en 0,445.